# Roger Goody
Roger Sidney Goody FRS (* 17. April 1944 in Northampton) ist ein britischer Biochemiker. Von 1993 bis zu seiner Emeritierung im Jahr 2013 war er Direktor des Max-Planck-Instituts für molekulare Physiologie in Dortmund.

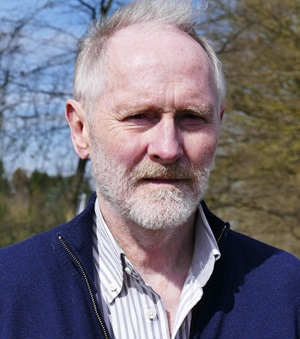
Roger S. Goody

## Leben
Roger S. Goody studierte Chemie an der Universität Birmingham, England, wo er 1968 promovierte. Im Anschluss ging er als Postdoktorand für 2 Jahre an das Memorial Sloan-Kettering Cancer Center in New York City, NY, USA. 1970 kam er als wissenschaftlicher Mitarbeiter ans Max-Planck-Institut für experimentelle Medizin, Göttingen. Von 1972 bis 1993 war er Gruppenleiter am Max-Planck-Institut für medizinische Forschung, Heidelberg. 1983 habilitierte er sich am Fachbereich Biochemie/Biophysik der Universität Heidelberg und wurde 1990 zum außerplanmäßigen Professor ernannt. 1993 folgte er einem Ruf ans Max-Planck-Institut für molekulare Physiologie und wurde wissenschaftliches Mitglied der Max-Planck-Gesellschaft und Direktor der Abteilung Physikalische Biochemie. Von 2004 bis 2009 hatte er ebenfalls den Lehrstuhl für Biochemie makromolekularer Systeme der medizinischen Fakultät Bochum inne. Im Jahr 2013 wurde er am MPI für molekulare Physiologie emeritiert.
2011 bis 2013 und erneut seit 2015 ist Goody Vizepräsident der Gesellschaft für Biochemie und Molekularbiologie, 2013 bis 2015 war er ihr Präsident.
Im Mai 2018 wurde er in die Royal Society aufgenommen. Er ist verheiratet und hat zwei Kinder.
Goody lebt mit seiner Familie in Dortmund.

## Mitgliedschaften
- Gesellschaft für Biochemie und Molekularbiologie
- Deutsche Akademie der Naturforscher Leopoldina – Nationale Akademie der Wissenschaften (seit 2003)
- Max-Bergmann-Kreis
- Mitglied der European Molecular Biology Organization (EMBO)
- Mitglied des Kuratorium und des wissenschaftlichen Ausschusses des Max-Delbrück-Centrum für Molekulare Medizin (MDC) (seit 2003)
- Mitglied der Royal Society (seit 2018)

## Frühere Mitgliedschaften
- 1991–1995 Sprecher des Heidelberger HIV-Konsortiums
- 2000–2004 Vorsitzender des Ausschusses für Biochemie, Biophysik und Pathobiochemie der Deutschen Forschungsgemeinschaft
- 2004–2008 Sprecher der Sektion „Grundlagen der Biochemie und Medizin“ der Deutschen Forschungsgemeinschaft
- 2000–2008 Vorsitzender der Sektion 1 (Biochemie, Biophysik, Strukturbiologie und Bioinformatik) der Deutschen Forschungsgemeinschaft

## Auszeichnungen und Preise
- 1991: Max-Planck-Forschungspreis
- 2008: Max-Bergmann-Medaille des Max-Bergmann-Kreises für Peptidforschung
- 2012: Astbury Lecture – Astbury Society, Leeds
- 2012: Xu Guangqi Lecture, CAS-Max-Planck Partner Institute, Shanghai China
- 2015: Preis der Feldberg Foundation
- 2018: Aufnahme in die Royal Society
- 2024: Cothenius-Medaille der Deutschen Akademie der Naturforscher Leopoldina